# Thailandia ai Giochi della XXXI Olimpiade
La Thailandia ha partecipato ai Giochi della XXXI Olimpiade, che si sono svolti a Rio de Janeiro, Brasile, dal 5 al 21 agosto 2016, con una delegazione di 54 atleti impegnati in 15 discipline. Portabandiera alla cerimonia di apertura è stato il giocatore di badminton Ratchanok Intanon, alla sua seconda Olimpiade.
Alla sua 16ª partecipazione Giochi olimpici estivi, la delegazione thailandese ha conquistato due medaglie d'oro, due d'argento e due di bronzo, che le sono valse il trentacinquesimo posto nel medagliere complessivo. Entrambe le medaglie d'oro sono giunte dal sollevamento pesi, disciplina che ha visto la Thailandia piazzarsi al secondo posto nel medagliere.

## Medagliere
| Medaglia | Atleta                 | Sport             | Evento          |
| -------- | ---------------------- | ----------------- | --------------- |
| Oro      | Sopita Tanasan         | Sollevamento pesi | 48 kg femminile |
| Oro      | Sukanya Srisurat       | Sollevamento pesi | 58 kg femminile |
| Argento  | Pimsiri Sirikaew       | Sollevamento pesi | 58 kg femminile |
| Argento  | Tawin Hanprab          | Taekwondo         | 58 kg maschile  |
| Bronzo   | Sinphet Kruaithong     | Sollevamento pesi | 56 kg maschile  |
| Bronzo   | Panipak Wongpattanakit | Taekwondo         | 49 kg femminile |

## Risultati

### Nuoto
| Atleta           | Evento     | Batterie | Batterie   | Semifinali      | Semifinali      | Finale          | Finale          |
| Atleta           | Evento     | Tempo    | Classifica | Tempo           | Classifica      | Tempo           | Classifica      |
| ---------------- | ---------- | -------- | ---------- | --------------- | --------------- | --------------- | --------------- |
| Radomyos Matjiur | 100 m rana | 1:02"36  | 37ª        | non qualificato | non qualificato | non qualificato | non qualificato |